# Meister der Altöttinger Türen

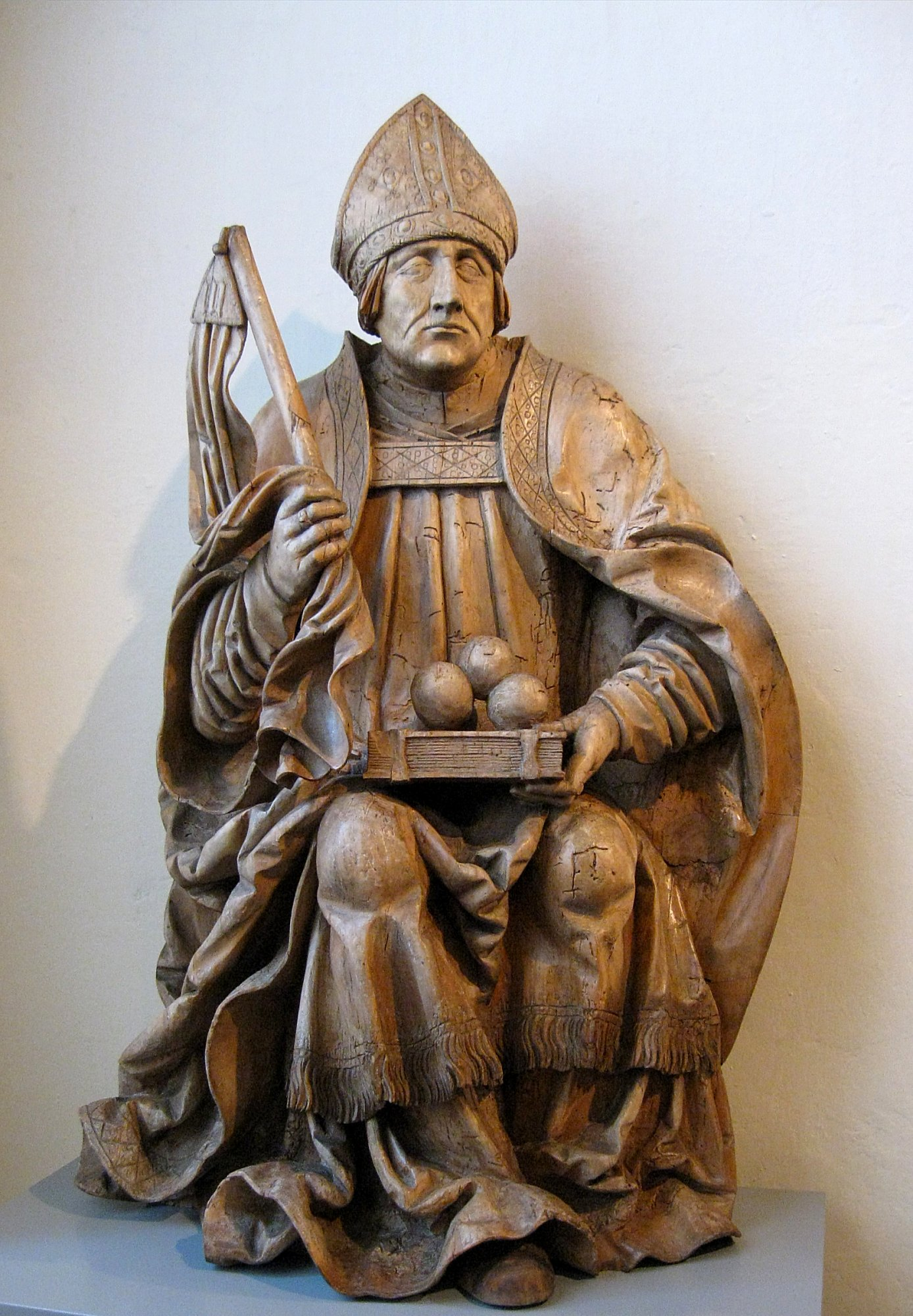
Hl. Nikolaus, um 1520–30, Laubholz, Fassung entfernt, Bayerisches Nationalmuseum

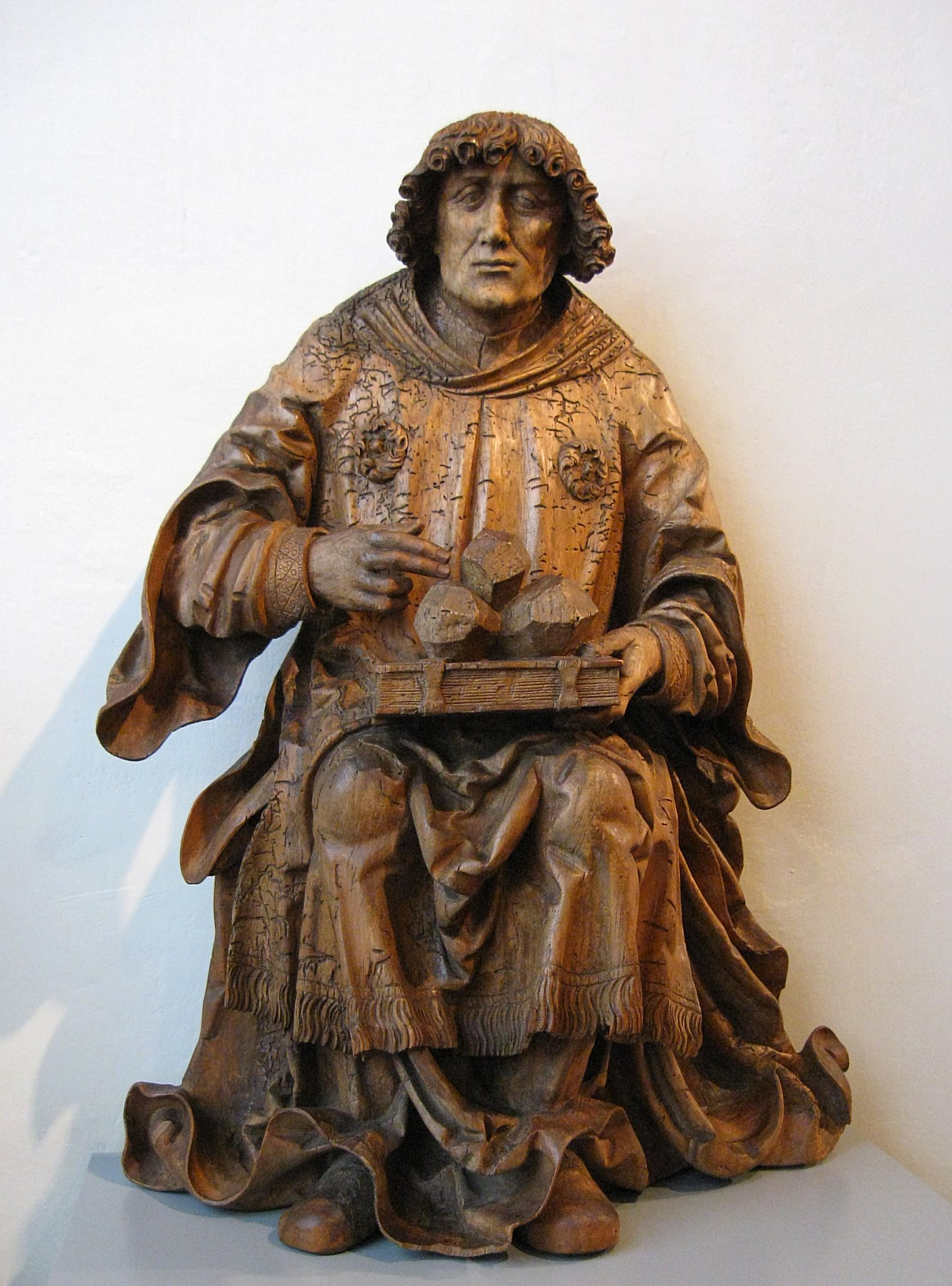
Hl. Stephanus, um 1520–30, Laubholz, Fassung entfernt, Bayerisches Nationalmuseum

Der Meister der Altöttinger Türen (tätig um 1515–1520 in Altötting) war ein bayerischer Bildschnitzer des späten Mittelalters. Seinen Notnamen erhielt er nach den kunstvoll geschnitzten Portalen der Stiftskirche St. Philipp und Jakob in Altötting. Das Südportal zeigt die Geburt Christi und die Anbetung der Heiligen Drei Könige. Auf dem Nordportal sind Maria und Ursula, die beiden Kirchenpatrone Philippus und Jakobus, zwei Zyklen von Propheten und Kirchenvätern sowie eine Vielzahl von Allegorien auf die Jungfräulichkeit der Mutter Gottes dargestellt.
Zufolge dem Heilige-Sippe-Relief in der Neuöttinger Anna-Kapelle nahm der Meister seinen künstlerischen Ausgang von dem Landshuter Bildhauer Hans Leinberger, entwickelte jedoch, soweit die zugeschriebenen Arbeiten tatsächlich aus einer Werkstatt stammen, einen eigenen Stil; am deutlichsten lässt sich dies am sog. Salmannskirchener Altar des Freisinger Diözesanmuseums verfolgen, wo zwei geschmeidige Johannesfiguren in der Nachfolge Hans Leinbergers einen Salvator flankieren, dessen kleinteilig strukturiertes Gewand metallisch hart umbrechende Falten zeigt. Eine wiederholt vorgeschlagene Identifizierung mit dem Bildschnitzer Matthäus Kriniß lässt sich vermutlich nicht halten, da Kriniß bereits 1511 als selbständiger Meister das Bürgerrecht in Mühldorf erwarb, was zeitlich nicht mit der Begegnung mit Hans Leinberger in Einklang zu bringen ist.

## Werke
- Das spätgotische Relief Heilige Sippe – teils rundplatisch – um 1515/1520 in der Annakapelle der Pfarrkirche Obernberg am Inn.